# Dólar jamaicano
El dólar jamaicano (abreviado JMD) ha sido la moneda de Jamaica desde 1969. Su abreviatura es el signo del dólar $, o, J$, JA$ para diferenciarlo del dólar estadounidense y de otros tipos de dólares. El código ISO 4217 es JMD. Se divide en 100 cents.

## Historia
La historia de la moneda en Jamaica no debe considerarse aislada del panorama más amplio de las Indias Occidentales Británicas en su conjunto. La característica peculiar de Jamaica fue el hecho de que era el único territorio de las Indias Occidentales Británicas que utilizaba emisiones especiales de monedas de libra esterlina, aparte de la moneda de cuatro peniques que se emitió especialmente para todas las Indias Occidentales Británicas, y más tarde sólo para la Guayana británica.
El dinero más antiguo en Jamaica fueron las monedas de cobre españolas llamadas maravedíes. Esto se relaciona con el hecho de que durante casi cuatrocientos años los dólares españoles, conocidos como piezas de ocho, se utilizaron ampliamente en las rutas comerciales del mundo, incluida la región del Mar Caribe. Sin embargo, tras las guerras revolucionarias en América Latina, la fuente de estas monedas comerciales de plata se agotó. El último dólar español se acuñó en la ceca de Potosí en 1825. El Reino Unido había adoptado un patrón oro con mucho éxito en 1821, por lo que 1825 fue un momento oportuno para introducir la moneda esterlina británica en todas las colonias británicas.
En 1838 hubo que introducir una legislación correctiva para cambiar a la tasa de cambio a 1 dólar = 4 chelines 2 peniques. Sin embargo, en Jamaica, Honduras Británica, Bermudas y más tarde también en las Bahamas, la tasa de cambio oficial se dejó de lado en favor de lo que se conoció como la tradición de los 'Maccaroni', en la que se pagaba un chelín británico, denominado 'Maccaroni'. tratado como un cuarto de dólar. El vínculo común entre estos cuatro territorios fue el Banco de Nueva Escocia, que introdujo la tradición 'Maccaroni', lo que resultó en la introducción exitosa de monedas y cuentas en libras esterlinas.
En 1839, el Parlamento aprobó una ley declarando que a partir del 31 de diciembre de 1840, sólo las monedas británicas serían de curso legal en Jamaica, desmonetizando todas las monedas españolas, con la excepción del doblón de oro que estaba valorado en £3 4s. Las monedas en uso eran, por tanto, el cuarto de penique (¼ penique), medio penique, penique, tres medios peniques (1+1 ⁄ 2 peniques), tres peniques, Seis Peniques, chelín, florín (2 chelines), media corona (2 chelines 6 peniques) y corona (5 chelines). 
La emancipación de los esclavos en 1838 aumentó la necesidad de acuñar monedas en Jamaica, particularmente monedas de baja denominación, pero los negros todavía se mostraban reacios a utilizar cobre. La solución fue utilizar cuproníquel, adoptado en 1869. Se acuñaron monedas de un centavo y medio centavo para su uso en Jamaica, convirtiéndose en las primeras monedas verdaderamente jamaicanas. A partir de 1880, el cuarto de penique también se acuñó en cuproníquel.
En 1904, se produjeron los primeros billetes autorizados por el gobierno en la denominación de 10 chelines. Los bancos autorizados también hacían circular billetes de 1 y 5 libras esterlinas. En 1918 se autorizaron las denominaciones de 2 chelines, 6 peniques y 5 chelines. El billete de 2 chelines y 6 peniques demostró tener una vida corta y se retiró en 1922. En 1940, el banco gubernamental comenzó a producir billetes de 1 y 5 libras esterlinas.
En octubre de 1960, se otorgó al Banco de Jamaica el derecho exclusivo de acuñar monedas y producir billetes en Jamaica. Sus billetes se publicaron el 1 de mayo de 1961, en denominaciones de 5 chelines, 10 chelines, 1 libra y 5 libras.
El 30 de enero de 1968, la Cámara de Representantes de Jamaica votó a favor de decimalizar la moneda introduciendo el dólar, con un valor de 10 chelines, en sustitución de la libra jamaicana. Las monedas y los billetes entraron en circulación el 8 de septiembre de 1969. La introducción de una moneda decimal brindó la oportunidad para la introducción de una acuñación jamaicana completa, ya que anteriormente las monedas (con la excepción del centavo y el medio penique) eran las mismas que las utilizadas. en el Reino Unido. El reverso de la moneda decimal fue diseñado por Christopher Ironside. Estas monedas estuvieron en circulación desde 1969 hasta aproximadamente 1990.
Desde su introducción, como resultado de los elevados niveles de inflación durante el decenio de 1980 y especialmente a principios del de 1990, el dólar jamaicano ha caído de un máximo de 0,77 dólares de Jamaica por 1 dólar EE. UU. en sus primeros años de circulación a alrededor de 133 dólares de Jamaica por 1 dólar EE. UU. de junio de 2024.

## Monedas
Las monedas decagonales de 50 céntimos se introdujeron en 1976 para sustituir al billete de 50 céntimos. En 1990, se introdujeron monedas de 1 dólar de níquel y latón para reemplazar el billete de la misma denominación. En 1994, una moneda redonda de acero niquelado de 5 dólares reemplazó a su billete correspondiente y se introdujo una moneda más pequeña de 1 dólar de acero niquelado de siete caras. Una moneda de 10 dólares de acero niquelado festoneado reemplazó al billete de 10 dólares en 1999 y en 2000 se introdujo una moneda bimetálica de 20 dólares con un anillo de níquel-latón y un centro de cobre-níquel en lugar de un billete de 20 dólares. Las monedas de acero recubiertas de cobre son magnéticas.
Todas las monedas tienen el escudo de armas de Jamaica en el reverso. El 15 de febrero de 2018 se desmonetizaron todas las monedas de céntimos.
Las monedas de curso legal son:
| Denominación | Circula desde | Metal        | Metal        | Forma      | Diámetro | Peso  | Canto          | Anverso                  | Reverso                        |
| Denominación | Circula desde | Anillo       | Centro       | Forma      | Diámetro | Peso  | Canto          | Anverso                  | Reverso                        |
| ------------ | ------------- | ------------ | ------------ | ---------- | -------- | ----- | -------------- | ------------------------ | ------------------------------ |
| 1 Dólar      | 1995          | Níquel-Acero | Níquel-Acero | Heptagonal | 18,5 mm  | 2,9 g | Liso           | Sir Alexander Bustamante | Escudo nacional y valor facial |
| 5 Dólares    | 1995          | Níquel-Acero | Níquel-Acero | Circular   | 21,5 mm  | 4,3 g | Liso           | Norman Manley            | Escudo nacional y valor facial |
| 10 Dólares   | 1999          | Níquel-Acero | Níquel-Acero | Lobulada   | 24,5 mm  | 6 g   | Liso           | George William Gordon    | Escudo nacional y valor facial |
| 20 Dólares   | 1999          | Níquel-Latón | Cobre-Níquel | Circular   | 23 mm    | 7,5 g | Estriado disc. | Marcus Garvey            | Escudo nacional y valor facial |

## Billetes
En el debate sobre el presupuesto de Jamaica 2022/23, el ministro de Finanzas y Servicio Público, Dr. Honorable Nigel Clarke, revela la nueva serie de billetes que conmemora el 60.º aniversario de Jamaica. En la nueva serie de billetes se incluye la nueva denominación de 2.000 dólares. Los nuevos billetes se revelaron el 8 de marzo de 2022.
| Nueva serie de billetes | Nueva serie de billetes | Nueva serie de billetes | Nueva serie de billetes                  | Nueva serie de billetes                |
| Imagen                  | Imagen                  | Valor                   | Descripción                              | Descripción                            |
| Anverso                 | Reverso                 | Valor                   | Anverso                                  | Reverso                                |
| ----------------------- | ----------------------- | ----------------------- | ---------------------------------------- | -------------------------------------- |
|                         |                         | 50 Dólares              | George William Gordon y Paul Bogle       | Playa Doctor's Cave                    |
|                         |                         | 100 Dólares             | Marcus Garvey                            | Cascadas del Río Dunn                  |
|                         |                         | 500 Dólares             | Nanny de los Cimarrones y Samuel Sharpe  | Port Royal                             |
|                         |                         | 1000 Dólares            | Sir Alexander Bustamante y Norman Manley | Casa tradicional de Jamaica            |
|                         |                         | 2000 Dólares            | Michael Manley y Edward Seaga            | Estudiantes de la primaria de Kingston |
|                         |                         | 5000 Dólares            | Sir Donald Sangster y Hugh Shearer       | La autopista 2000                      |